# NE-Z8000
NE-Z8000 byl domácí počítač brazilské společnosti Prológica. Byl vydán v lednu 1992 a byl nástupcem NE-Z80.

## Hardware
NE-Z8000 používal procesor Z80A s frekvencí 3,6 MHz. Měl 1 kilobajt RAM, ale bylo ji možné rozšířit až na 16. Hlavním vylepšením od minulého modelu bylo zdvojnásobení kapacity úložiště EPROM ze 4 na 8 kilobajtů, ale to bylo určené interpretu BASICu - všechna data musel uživatel uložit na kazetu, nebo byla po vypnutí počítače ztracena.
Zařízení nemělo žádný vypínač, pro zapnutí jej stačilo zapojit do zásuvky. Napájecí zdroj mu poskytoval stejnosměrný proud o napětí 9 voltů. Měl dva režimy zobrazení - textový s 32 řádky a 24 sloupci a grafický s rozlišením 64x44 pixelů. O výstup se staral VF modulátor.

## Software
Díky navýšené kapacitě úložiště byl NE-Z8000 dodáván s vylepšenou verzí BASICu, která měla vestavěné funkce a nově podporovala operace s pohyblivou řádovou čárkou a vědeckou notaci. Také byla přidána funkce vykreslování grafů. Programy šlo spouštět ve dvou režimech - FAST a SLOW. Režim FAST byl nejrychlejší, ale někdy způsoboval přeblikávání obrazu, což se u režimu SLOW nestávalo.